# الحبي
الحبي قرية في ولاية بهلاء بمحافظة الداخلية بسلطنة عمان. تحوي بعض المواقع الأثرية مثل حصن الحبي وبوابة الصباح ومدرسة القرآن والسوق القديم، ويها بعض الأفلاج من أشهرها فلج العين وفلج الصغير وفلج الطفيل، كما تشتهر بمزارعها الغناء الواسعة وتعتبر مقصدا للسياح.